# Liste der Bodendenkmäler in Hirschaid
Auf dieser Seite sind die Bodendenkmäler in dem oberfränkischen Markt Hirschaid zusammengestellt. Diese Tabelle ist eine Teilliste der Liste der Bodendenkmäler in Bayern. Grundlage ist die Bayerische Denkmalliste, die auf Basis des Bayerischen Denkmalschutzgesetzes vom 1. Oktober 1973 erstmals erstellt wurde und seither durch das Bayerische Landesamt für Denkmalpflege geführt wird. Die folgenden Angaben ersetzen nicht die rechtsverbindliche Auskunft der Denkmalschutzbehörde.

## Bodendenkmäler in Hirschaid
| Lage       | Objekt                                                                                       | Akten-Nr.     | Bild |
| ---------- | -------------------------------------------------------------------------------------------- | ------------- | ---- |
| (Standort) | Siedlung der Urnenfelderzeit und der späten Latènezeit sowie frühmittelalterliche Wüstung.   | D-4-6131-0037 |      |
| (Standort) | Siedlung vor- und frühgeschichtlicher Zeitstellung.                                          | D-4-6131-0039 |      |
| (Standort) | Siedlung vor- und frühgeschichtlicher Zeitstellung.                                          | D-4-6131-0040 |      |
| (Standort) | Endneolithische oder frühbronzezeitliche Körpergräber.                                       | D-4-6131-0041 |      |
| (Standort) | Körpergräber des Endneolithikums oder der frühen Bronzezeit.                                 | D-4-6131-0077 |      |
| (Standort) | Siedlung der Eisenzeit.                                                                      | D-4-6131-0078 |      |
| (Standort) | Flachgräber der Urnenfelderzeit, verebnete Grabhügel der Hallstattzeit sowie Siedlung        | D-4-6131-0079 |      |
| (Standort) | Früh- oder hochmittelalterliche Bestattungen.                                                | D-4-6131-0080 |      |
| (Standort) | Verebnete Grabhügel vorgeschichtlicher Zeitstellung, Brandgräber der Hallstattzeit           | D-4-6131-0081 |      |
| (Standort) | Siedlung vorgeschichtlicher Zeitstellung.                                                    | D-4-6131-0090 |      |
| (Standort) | Siedlung vorgeschichtlicher Zeitstellung.                                                    | D-4-6131-0151 |      |
| (Standort) | Siedlung der Urnenfelderzeit, der Hallstattzeit und der Laténezeit                           | D-4-6131-0174 |      |
| (Standort) | Freilandstation des Mesolithikums, Siedlung des Neolithikums, der Urnenfelderzeit            | D-4-6131-0199 |      |
| (Standort) | Siedlung karolingisch-ottonischer Zeit sowie untertägige Bauteile                            | D-4-6131-0210 |      |
| (Standort) | Archäologische Befunde im Bereich der spätneuzeitlichen ehem. Synagoge von Hirschaid.        | D-4-6131-0222 |      |
| (Standort) | Siedlung der Urnenfelderzeit und der jüngeren Latènezeit.                                    | D-4-6131-0226 |      |
| (Standort) | Brandgräber vermutlich der römischen Kaiserzeit.                                             | D-4-6131-0237 |      |
| (Standort) | Siedlung der römischen Kaiserzeit und des frühen Mittelalters.                               | D-4-6131-0238 |      |
| (Standort) | Siedlung der späten Bronzezeit, der Urnenfelderzeit, der späten Hallstattzeit                | D-4-6131-0360 |      |
| (Standort) | Siedlung der späten Latènezeit.                                                              | D-4-6131-1052 |      |
| (Standort) | Archäologische Befunde im Bereich der frühneuzeitlichen Kath. Kapelle zu den Fünf Wunden     | D-4-6131-1082 |      |
| (Standort) | Siedlung der mittleren Bronzezeit                                                            | D-4-6131-1083 |      |
| (Standort) | Brandgräber der Hallstattzeit.                                                               | D-4-6131-1084 |      |
| (Standort) | Archäologische Befunde im Bereich der frühneuzeitlichen und zeitgeschichtlichen Kath. Kirche | D-4-6131-1088 |      |
| (Standort) | Archäologische Befunde des Mittelalters und der frühen Neuzeit                               | D-4-6131-1090 |      |
| (Standort) | Siedlung der späten Hallstattzeit und der frühen Latènezeit.                                 | D-4-6132-0002 |      |
| (Standort) | Siedlung der Linearbandkeramik und der Spätlatènezeit.                                       | D-4-6132-0004 |      |
| (Standort) | Freilandstation des Jungpaläolithikums und des Mesolithikums, Siedlung des Neolithikums      | D-4-6132-0007 |      |
| (Standort) | Freilandstation des Mesolithikums, Siedlung des Neolithikums, der Urnenfelderzeit            | D-4-6132-0008 |      |
| (Standort) | Mittelalterlicher Turmhügel.                                                                 | D-4-6132-0080 |      |
| (Standort) | Vorgeschichtliche Abschnittsbefestigung.                                                     | D-4-6132-0082 |      |
| (Standort) | Grabhügel vorgeschichtlicher Zeitstellung.                                                   | D-4-6132-0083 |      |
| (Standort) | Vorgeschichtliche Siedlung.                                                                  | D-4-6132-0084 |      |
| (Standort) | Grabhügel vorgeschichtlicher Zeitstellung.                                                   | D-4-6132-0119 |      |
| (Standort) | Station des Mesolithikums und Siedlung des Neolithikums.                                     | D-4-6132-0135 |      |
| (Standort) | Spätlatènezeitliche Siedlung.                                                                | D-4-6132-0153 |      |
| (Standort) | Siedlung der Urnenfelderzeit.                                                                | D-4-6132-0165 |      |
| (Standort) | Siedlung des Neolithikums.                                                                   | D-4-6132-0183 |      |
| (Standort) | Siedlung des Neolithikums, der Bronzezeit, der Urnenfelderzeit, der Hallstattzeit            | D-4-6132-0196 |      |
| (Standort) | Siedlung der Urnenfelderzeit.                                                                | D-4-6132-0197 |      |
| (Standort) | Frühneuzeitliche Wüstung.                                                                    | D-4-6231-0010 |      |
| (Standort) | Mittelalterlicher Turmhügel.                                                                 | D-4-6231-0011 |      |
| (Standort) | Bestattungsplatz mit verebnetem Grabhügel vorgeschichtlicher Zeitstellung                    | D-4-6231-0012 |      |
| (Standort) | Siedlung der Urnenfelderzeit und der Latènezeit.                                             | D-4-6231-0013 |      |
| (Standort) | Linearbandkeramische Siedlung.                                                               | D-4-6231-0045 |      |
| (Standort) | Siedlung der Latènezeit.                                                                     | D-4-6231-0048 |      |
| (Standort) | Siedlung der Urnenfelderzeit.                                                                | D-4-6231-0049 |      |
| (Standort) | Spätmittelalterliche Wüstung.                                                                | D-4-6231-0066 |      |
| (Standort) | Freilandstation des Mesolithikums, Siedlung des Endneolithikums, der Bronzezeit              | D-4-6231-0076 |      |
| (Standort) | Archäologische Befunde im Bereich der spätneuzeitlichen Feldkapelle bei Rothensand.          | D-4-6231-0113 |      |